# Trần Đình Đồng
Trần Đình Đồng (sinh ngày 20 tháng 5 năm 1987, tại xã Bình Sơn, huyện Anh Sơn, tỉnh Nghệ An) là một cầu thủ bóng đá chuyên nghiệp người Việt Nam hiện đang thi đấu ở vị trí hậu vệ cho câu lạc bộ Sông Lam Nghệ An.

## Sự nghiệp

### Câu lạc bộ
Trần Đình Đồng gia nhập lò đào tạo Sông Lam Nghệ An năm 13 tuổi.. Thời gian trôi qua, Đồng ngày càng chững chạc và trưởng thành hơn trong lối chơi và phong cách thi đấu. Vị trí ưa thích lúc đó của Đình Đồng là tiền vệ trung tâm. Anh không chỉ tạo điều kiện cho đồng đội lập công mà sẵn sàng có những pha dứt điểm từ xa uy lực để ghi bàn cho đội nhà. Thời điểm đó, Đồng đang là hạt nhân của đội U-17, sau đó là U-19 và U-21 của Sông Lam Nghệ An chinh chiến ở trong các sân chơi trong nước. Giới chuyên môn đánh giá rất cao lối chơi chững chạc và không thiếu đi "chất" thép của anh. Điều giúp Đình Đồng có suất chính thức lên đội 1. Thời điểm ấy, đội bóng xứ Nghệ rơi vào khó khăn về tài chính và rất nhiều ngôi sao hàng đầu như Lê Công Vinh, Dương Hồng Sơn,... lần lượt ra đi. Sông Lam Nghệ An lúc ấy rơi vào thế mất người, huấn luyện viên Nguyễn Văn Thịnh quyết định chuyển Đồng sang đá tiền vệ cánh phải, rồi có lúc hàng thủ mất người liên tục, Đồng chuyển hẳn xuống vị trí hậu vệ phải cho tới mùa giải 2009. Ở mùa giải 2010, Đồng được đẩy xuống đá hẳn vị trí hậu vệ trái, thậm chí đôi khi anh còn đá ở vị trí trung vệ thay cho Nguyễn Huy Hoàng.
Năm 2015, Đình Đồng đầu quân cho câu lạc bộ Thanh Hóa. Khi hợp đồng hết hạn với đội bóng xứ Thanh vào cuối năm 2018, anh được đội bóng cũ Sông Lam Nghệ An ký hợp đồng 2 năm. Mùa giải 2019, anh và đội bóng kết thúc với vị trí thứ 7 và có 35 điểm sau 26 vòng đấu. Đây là một mùa giải khá ấn tượng đối với cầu thủ gốc Anh Sơn khi thi đầu với 2 cầu thủ xuất sắc nhất với đội bóng là thủ môn Trần Nguyên Mạnh và tiền vệ Hồ Khắc Ngọc.

### Án phạt năm 2014
Ngày 26 tháng 2 năm 2014, Trần Đình Đồng vào bóng thô bạo và làm gãy chân tay cầu thủ đối phương trong trận Sông Lam Nghệ An gặp An Giang. Anh đã bị cấm thi đấu đến hết năm 2014 (tương đương 28 trận đấu) và bị phạt 20 triệu đồng.

## Thống kê sự nghiệp

### Đội tuyển quốc gia
Tính đến ngày 10 tháng 10 năm 2017.
| Việt Nam  | Việt Nam | Việt Nam |
| Năm       | Trận     | Bàn      |
| --------- | -------- | -------- |
| 2010      | 6        | 0        |
| 2011      | 1        | 0        |
| 2012      | 6        | 0        |
| 2016      | 8        | 0        |
| 2017      | 1        | 0        |
| Tổng cộng | 22       | 0        |